# Prosoplus paganus
Prosoplus paganus là một loài bọ cánh cứng trong họ Cerambycidae.